# Alexandra Rachmanova
Alexandra Rachmanova (Kaszli, Oroszország, 1898. június 27. – Ettenhausen, Svájc, 1991. február 11.) orosz írónő, aki a forradalom alatt átélt eseményekről szóló önéletrajzi regényeivel vált világhírűvé. Valódi (leánykori) neve: Galina Nyikolajevna Gyurjagina. Férjezett neve: Galina von Hoyer.

## Különlegessége
Amikor férjével és kisfiával együtt sikerült Ausztriában letelepednie, elkezdte emlékeit önéletrajzi formában megírni. Ausztriában abban az időben nem lehetett cirillbetűs írógéphez jutni, Rachmanova emlékei viszont szükségessé tették az eredeti szavak, nevek és események eredeti nyelven való rögzítését. Így történt, hogy latin betűs írógépen írta meg első regényeit, orosz nyelven. Amikor szóba került a könyv formában történő kiadása, maga a férje fordította le a szöveget. Emiatt az első kiadás címe német nyelven vált ismertté. Ezt aztán csaknem minden világnyelvre lefordították – magyarra is. A szovjet hatalom számára kényelmetlen tartalmuk miatt ezeket a regényeket oroszra nem fordították le. Így elsődlegesnek a német nyelvű címeket tekintjük.
Könyveinek elsődleges, orosz nyelvű változatát nem adták ki. Ami oroszul megjelent, azt németből fordították. A göbbelsi propagandagépezet mégis készített egy orosz nyelvű fordítást – a német nyelvű változatból. Ezzel próbálták meg destabilizálni az orosz katonákat. Rachmanova dühöngött, amikor meglátta saját művét nyelvtani hibáktól nyüzsgő változatában.
Szerzői nevét német nyelven írta le, ezért annak német helyesírású formája elsődleges: Alexandra Rachmanowa. A források nem tartalmaznak információt arra vonatkozóan, hogy miért választotta épp ezt a nevet. Annyit tudunk csak, hogy fia Ausztriában (Németországban) az Alexander nevet viselte.
Életrajzának első ízben megírt részében Rachmanovának nevezi meg önmagát, holott a neve Gyurjagina volt. Választott családneve arab eredetű férfinév. Jelentése: Irgalmas (Allah egyik neve, tk. azt jelenti: Irgalmas Isten). Rachmanova egy műve Irgalom! címen jelent meg magyarul.

## Személyisége
Műveinek sikere után többször utazott külföldre. 1935-ben a tudósító a következőképp írt róla: Magas, nyúlánk termetű, szeme kissé ferde vágású, arca enyhén sárga. Azt mondja magáról, hogy egyik ősapja mongol volt. Gondtalanul kacag, majd kacagása mosolygásba megy át. Valódi nevét nem akarja megmondani, azt kéri, szólítsuk őt Rachmanovának. Ugyanebben az időben Budapesten is járt. Amikor hazájáról kérdezték, Oroszországot, és főként az Urál vidékét említette. Haláláig honvágyat érezett hazája után.

## Névhasználat
Saját és mások nevét is megváltoztatta életrajzi műveiben. Jellemző, hogy mindjárt első regénye (Szerelem, Cseka, halál) elején úgy ír, mintha őt Rachmanovának neveznék, holott akkor még leánykori nevét használta (1917). Apját Rachmanov doktor néven említi. Keresztneve Galina, amelynek becézett formája Álja, néhol Aljuszja. Megjegyzendő, hogy az Alexandra nevet is szokás Álja becéző formában használni. Első regényében Alja Lvovna néven nevezi önmagát. Ez saját műveiben és a róla szóló megemlékezésekben is gyakran előfordul. Említik még Olga Rachmanova néven is. Kerüli apját és anyját megnevezni, bár második könyvében Lev Mihajlovicsként említi. A Lev névből valóban szabályosan képződik az apai név: Lvovna. Valóságos családi nevét sehol nem említi (Gyurjagina), holott első regényének eseményei alatt még ezt kellett használnia (1921-ben kötött házasságot). Két húgát néven nevezi: Natasa és Irina. Ezek valószínűleg nem a valódi nevük. Műveinek eredetije hiteles, hiszen napló. A fordítást a férje végezte. Bármelyik kettejük közül dönthetett úgy, hogy a valódi neveket megváltoztatja, nehogy ártalmára lehessen bárkinek, aki hátramaradt Oroszországban (családtagok, barátok).
Férjét Arnulf von Hoyernek hívták, első regényében így nevezi: „a NÉMET”, csak második regényében (naplójában) nevezi nevén, ám Otmárnak nevezi („Házasság a vörös viharban”). A regénybeli név teljes formában: „Otmár Karlovics Wagner”.
Kisfia Jurka (Jurij), sőt a gyermek neve még egy művében is előfordul: Jurka. Egy anya naplója. 1938.. A hivatkozások a fiút Alexander néven nevezik. Az életrajzi regényben a gyermek családnevét Wagner-nek írja; valóságos neve von Hoyer.
Orosz szokás szerint az embereket keresztnevük és apai nevük (отчество) használatával szokás megszólítani; családnevüket elhagyva. Ennek ellenére Rachmanova rendkívül sok változatban nevezi meg önmagát, családtagjait és ismerőseit. Első diákkori szerelmét mindenhol egyszerűen Vagyimnak nevezi. A fiú nevét csak az egész könyv részletes átolvasásából lehet rekonstruálni: Vagyim Nyikolájevics Verchovszkij – bár lehet, hogy ez sem az igazi neve.
A helységnevek közül csak Irkutszk és Omszk szerepel valódi nevén. A többi helységnév egyetlen nagybetűvel szerepel. Egyetemi városának (Permnek) a nevét így jelöli: R*.

## Életrajza
Anyja valódi neve Szerafima Tyimofejevna. Ezt a nevet nem használja a műveiben.
Életrajzát naplója alapján írta meg. Érdekesség, hogy a Gyermekkorom című regényt később írta meg, mint a világszerte ismert trilógiáját, amely ifjúkorát és házasságát tartalmazza.
Gyermekkorában ugyanis nem írt naplót. Visszaemlékezéseiből életrajzának eleje rekonstruálható, bár ez a könyv olyan szerkezetű, mintha önálló mesék gyűjteménye volna. Tartalmaz például olyan fejezetet is, amely nem vele, hanem anyjával megtörtént esetet tartalmaz. A Gyermekkorom című könyv nagyjából a gimnáziumi tanulmányai előtti eseményeket tartalmazza, tehát kb. tizenhárom éves korával kezdődik.
Az életrajzát precízen dátumozta. Tekintettel a naptárreformra, a trilógia elején az orosz (Julián) naptár szerinti dátumokat használja, a végén áttér a gregorián naptár szerinti megjelölésekre.
A naplójának kezdete 17 éves születésnapján indul, 1916. szeptember 24-én. Az első regényével kapcsolatos név csaknem az elején megjelenik, első szerelme, Vadim Verchovszkij. A fiú kegyetlen sorsa miatt lett ennek a regénynek ilyen címe: Szerelem, Cseka, halál.
Rachmanova gazdag, nemesi család leszármazottja. Az úrilányok megszokott életét élte. Legnagyobb öröme, amikor nagyszüleinél tölthette a nyári szünidőt két húgával együtt. Egész lényét áthatotta az orosz patriarchális életforma. Nagyapja saját erőből küzdötte fel magát, jól menő vállalkozó lett; gyára volt. Apja orvos. Középiskolai tanulmányai mellett festészetet tanult. Gimnáziumi tanulmányai alatt ismerkedett meg első szerelmével, iskolatársával, Vagyim Verchovszkijjal. Leveleztek, verseket írt hozzá, és neki ajándékozta gimnáziumi naplóját. Vagyim viszonozta a szerelmét, és hivatalosan is megkérte a kezét. A házasságra Rachmanova szülei áldásukat adták. Vőlegényét a forradalom szakította el tőle: be kellett vonulnia katonának. (A naplót a fiú anyja vitte vissza Rachmanovának, amikor Vagyim meghalt.)
A tizenhetedik születésnapja és az azt követő események hatására vált ártatlan kislányból érett nővé. Mindaddig kislányhoz illő szoknyában járt, aznap kapta meg első hosszú szoknyáját – ilyenben illik egyetemre járni. A középiskola elvégzése után (17 évesen) beiratkozott a permi egyetem bölcsészettudományi karára, ahol történelmet és irodalmat tanult (Perm csaknem 500 km-re van szülővárosától). Az egyetem folyosóin érte egy váratlan meglepetés: egyik tanára úgy megnézte, ahogy még soha senki. Úgy érezte, mintha a férfi tekintete csupaszra vetkőztetné. Aznap este mosakodás közben, mialatt térdig érő haját fésülte, először nézte végig önmagát: mi teszi a nőt nővé? Felnőtté válása egy megrázó eseménnyel folytatódott. Szerelme, Vagyim egyik katonaságtól sodródott a másikhoz, végül a vöröskatonák közt kötött ki. De értelmetlen célokért küzdeni nem volt kedve, hát megszökött. Elfogták. Ekkor a vöröskatonák brutálisan megkínozták. Eltörték kezét-lábát, kivágták nyelvét, levágták a fülét és meggyilkolták. Rachmanova úgy érezte: kiüresedett az érzelmi élete, de mindez megteremtette a felnőttek józanságát benne.
Mint társai, rokonszenvezett a forradalmi eszmékkel mindaddig, amíg rá nem kellett döbbennie, hogy ez a forradalom épp az ő társadalmi helyzetében élő emberek ellen irányul.
A forradalom legrosszabb arcát mutatta a család számára. A csőcselék uralkodott; műveletlen, agresszív vezetőket termeltek ki maguk közül.
Lakásukba társbérlőket költöztettek, apját többször bebörtönözték. Végül vonatra rakták, és elindították a családot Szibériába. Marhavagonban utaztak Irkutszkig egy hónapon át. Ott a vonatot mellékvágányra állították. Csaknem két hétig tartó várakozás után lakást (egy szobát) kaptak a városban 1919. júliustól 1920. áprilisig. Ekkor érkezett az áthelyezési parancs. Ismét vasúti vagonba kellett beszállásolniuk magukat. Omszkig az út áprilistól júniusig tartott.
Ebben a vasúti szerelvényben kellett lakniuk éveken át Omszkban, sokszor fűtetlen vagonban. Jellemző a helyzetre, hogy egy reggel nem tudott felkelni: a haja belefagyott a kívülről beszivárgott vízbe, amely éjszaka megfagyott. Az úrilánynak magának kellett tüzelőért járnia és mosnia a ruháit.
A forradalmi vezetés utasítására előadásokat kellett tartania, és beosztást kapott egy könyvtárban. A könyvtárban német hadifoglyok is dolgoztak, így ismerkedett meg férjével: egy hadifogoly magával hozta társát. Rachmanova akkor még nem tett különbséget német és osztrák között. A történetnek ez a része már a következő regény: Házasság a vörös viharban.
Tanulmányaikat ilyen embertelen körülmények között is folytatták. Elemi csapásként zúdult rájuk a parancs, hogy át kell költözniük Omszkba. Az egyetemi záróvizsgákra onnan már lehetetlen volt eljutniuk. A család továbbra is a vasúti vagonvárosban lakott, apja ismeretlen helyen raboskodott. Hoyernek lehetősége lett volna hazatérni, de mélyen beleszeretett a lányba, és feleségül kérte. A házasságot egy erre a célra létrehozott hivatalban kellett bejegyeztetniük. A kommunista bolsevik ideológia szerint a család intézménye elavult, sőt, mi több: káros a kommunista társadalmi rendszer számára. Ez Rachmanovát évtizedekkel később is mélyen sértette (Erről írta 1936-ban új könyvét: A család halála. De vitatja a kérdést Tolsztojról szóló regényében is.) A forradalmi rendszer szerint akár naponta lehetett házasodni, válni, ahogy az állampolgároknak tetszett. A hivatalnok mindkettőjüknek feltette a kérdést: milyen nevet kívánnak használni a házasságkötés után. Rachmanova önmagára vonatkozóan ezt nem írja meg, csupán annyit közöl, hogy férje meg kívánja tartani a saját nevét.
Neveltetéséhez híven egyházi szertartással is megesküdtek. Az első éjszakára is a vagonban került sor. Aznap este az egész család húzta-halasztotta az időt. Végül két húga átköltözött egy másik fülkébe. Lámpát se kellett oltaniuk, hiszen az áramszolgáltatást éjszakára központilag lekapcsolták. Amikor magukra maradtak, anyja elsírta magát.
Apja ebben az időben szabadult a fogságból, de már értelem nélküli emberi roncs volt, állandósul depresszióval küzdött. Soha nem tudták meg, mi mindenen kellett átmennie a börtönben.
Segítséget jelentett a házaspárnak, hogy az egyetem egyik professzorát áthelyezték, s így fel tudtak készülni a záróvizsgára.
1922. január 10-én megszületett a házaspár egyetlen gyermeke: Jurka (Юрий). A szülés egy iszonyúan elhanyagolt szülőotthonban történt, rettenetes ápolási és higiéniai viszonyok között.
Végül a család visszaköltözhetett abba s városba, ahol Rachmanova egyetemre járt. A családjukban már egy pártfunkcionárius lakott, meg is hívta őket vendégül. A lakásban ott függött Rachmanova nagyapjának a fényképe. Apja látva, hogy meglopták őket, karakán módon viselkedett, amikor látta, hogyan élnek a tőlük származó tárgyakkal az idegenek.
Rachmanova két diplomát szerzett (egyes adatok doktorátusként említik), irodalomtudomány és gyermekpszichológia. Hoyer egy diplomát szerzett (ő is tökéletesen beszélt oroszul; sőt, Ausztriába való átköltözésük után is oroszul beszéltek otthon). Itt kell megemlítenünk egy belső ellentmondást. Rachmanova azt írja, hogy „megvalósult az álmom, visszaköltöztem szülővárosomba, ahol az egyetem működik, és ott állt még a lakás ajtaján apám neve: Rachmanov doktor”. Csakhogy szülővárosában, Kaszliban nincs egyetem. Életrajzának hivatalos verziója szerint az egyetemi végzettséget a permi egyetemen szerezte. Ez alighanem a fordításnál elsikkadt egyszerűsítésből származik.
Szerencsére sikerült álláshoz jutniuk. Hoyer az angol nyelvi lektor pozícióját kapta meg, Rachmanova a "Gyermekkor és a Gyermekkor Irodalmának Pszichológiája" nevű egyetemi intézetben kapott állást.
A polgárháború befejeződött, de a politikai viszonyok nem változtak: a „németnek” 1925-ben el kellett hagynia Oroszországot. A GPU irodán nem voltak megmondani a kiutasítás okát. Rachmanova ekkor férjének valamennyi iratát megsemmisítette. Tisztában volt ugyanis azzal, hogy a határon ilyen iratokkal nem engedik át őket – sőt, férjét le is tartóztatják. Azt, hogy Hoyer jegyzeteit elégette, csak Bécsbe való megérkezésük után vallotta be neki. Lengyelországon át vasúton; két tömött bőrönddel érkeztek meg Bécsbe, annyi készpénzzel, amely csak néhány napra volt elegendő. Hoyer diplomáját, amelyet Oroszországban szerzett, nem nosztrifikálták. Egy könyvkiadónál helyezkedett el. Ekkoriban kérték fel arra, hogy írja meg hadifogolyként átélt élményeit. Ez a mű határidőre nem készült el. Végül a kiadó úgy döntött, hogy elfogadja helyette Rachmanova naplóját, amelyet férje rohammunkával fordított le német nyelvre. A megélhetéshez mindez kevés volt: Rachmanova két diplomával tejesboltot nyitott Ottakringben. Erről szól az életrajzi regény harmadik része: A bécsi tejesasszony.
A három regény bombaként robbant bele az irodalmi életbe. Hamarosan egy kötetbe foglalva is kiadták (Egy diáklány naplója); egy éven belül már magyarra is lefordították. Ausztria és Magyarország oroszellenessége számára remek propaganda volt ez a szovjetellenes mű. Rachmanova sikeres és elismert íróvá lett. Életrajzi regényei után irodalomtörténeti témákat is feldolgozott. A legnagyobb port felvert regénye Lev Tolsztoj házasságáról szólt. 
Ez A halhatatlan szerelmes. Tolsztoj házasságának regénye. Hamarosan nagy port vert fel, erről írt esszét Nagy Lajos Tolsztoj és Rachmanova címen a Nyugat folyóiratba: A nagy per: Asszony kontra férfi. Rachmanova asszony vádirata Tolsztoj ellen. Rachmanova: Szonja Tolsztoj. Egy házasság tragédiája. Továbbá: Wera Fedorowna, der Roman einer russischen Schauspielerin (1941).
Rachmanova gyermekkorának színhelyén burját és tatár lakosság is él, ezt a témát is feldolgozta. Geheimnisse um Tataren und Götzen (Tatárok és bálványaik titkai), 1932. Politikai vitairatai is erősen szovjetellenesek: Die Fabrik des neuen Menschen (Az új ember gyára), A család halála (Der Zerfall der Familie im Sowjetstaat), Paradicsom vagy pokol (Das tägliche Leben des russischen Menschen. Paradies oder Hölle). Irgalom című művét az Académie d’Éducation et d’Entraide Sociale (Párizs) az 50 000 frankos első díjjal ismerték el (franciául: 1° Die Fabrik der neuen Menschen («La fabrique des hommes nouveaux»), d’Alia Rachmanova).
Kisfiáról gyermekpszichológusként ír, ez könyv formájában is megjelent.
Amikor Hoyer letette a különbözeti vizsgákat, végre elfogadták a diplomáját. Gimnáziumi tanári álláshoz jutott szülővárosában, Salzburgban.
1938-ban bekövetkezett az Anschluss. Rachmanova könyveit betiltották. Részben zsidóbarát, részben idegen származású volta miatt (önmagát hol mongol, hol tatár származásúnak nevezi – amiről semmi bizonyíték nem létezik). Megpróbáltak közbenjárni érte Göbbelsnél, de a náci vezető hajthatatlan maradt. A dolog érdekessége, hogy a nemzetiszocialista vezetés német nyelvű könyvét lefordíttatta oroszra, hogy a szovjet katonák közt terjeszthesse és ezáltal a harci morált rombolja. Rachmanova 1943. október 20-án így fakadt ki: Ez a fordítás nyelvtanilag is hibás. Ez nem az én regényem. Boldogtalan vagyok, hogy művemet a szülőhazám ellen használják fel.
Ekkoriban került önmagával ellentétbe. Látva a szovjet csapatok által végzett pusztítást, nyíltan kiállt Hitler mellett, főként azért, mert Hitler propagandáját az antibolsevista harcra alapozta. Ez természetesen lelkiismereti válságba sodorta, ekkoriban költöztek át Svájcba – ott élt haláláig. Csakhogy fia (Alexander von Hoyer) osztrák katona volt, és szinte az utolsó harcokban meghalt Bécs mellett. Azt, hogy Rachmanova meghasonlott önmagával, abból a tényből tudjuk, hogy 1947-ben nem utazott el Svájcból Ausztriába, amikor a fiát újratemették.
A második világháború után számos műve jelent meg, ezek legtöbbje esszé jellegű volt: Dosztojevszkij, Turgenyev, Csehov, Puskin életéről. Férje halála után (1970) többé már nem publikált.
Rachmanovával kapcsolatban kiállítást hoztak létre Berlinben, amely könyv formájában is megjelent.
Személyéről a Szovjetunió felbomlásáig szinte semmit nem tudtak hazájában. Erről emlékezik meg egy írás ezzel a címmel: „Áruló, vagy hazafi?”. Rachmanova ismerői úgy tudják: mindhalálig honvágya volt Oroszország, az Urál vidéke, és az általa oly szerencsétlennek érzett orosz nép iránt.
Végső nyughelye a Hoyer család sírja, amely a salzburgi köztemetőben található.
↑ út: Az Anschluss után Rachmanova könyveit betiltották, hivatkozással arra, hogy „nem árja irodalom”. Később – ahogy az akkoriban szokásos volt – egy heccújságíró megjelentetett a sajtóban egy cikket, amely szerint Rachmanova zsidó származású. Erre Rachmanova a sajtó útján válaszolt ugyan; megírta, hogy keleti ortodox vallású, ám ez nem oldotta meg a problémát. A náci rendszer ugyanis megkövetelte a származásigazolásokat. Az ő esetében ez több okból is lehetetlen volt. Elsősorban azért, mert Ausztria (akkor már Németország részeként) hadban állt a Szovjetunióval.
A Házasság a vörös viharban című kötetben maga Rachmanova ír le egy ehhez kapcsolódó jelenséget. Leírja ugyanis, hogy milyen nehéz volt a polgárháborús Irkutszkban papírhoz jutni. Mert ami papír hozzáférhető volt, azt mind elhasználták – cigarettasodrás céljára. Ő maga is vásárolt a bolhapiacon egy köteg papírt, amelyen egyházi nyilvántartásból származó adatok szerepeltek; valaki nyilván egy templom kifosztásával jutott hozzá. Számára ez a papír azért volt értékes, mert a másik oldala üres volt, és így jegyzetelésre tudta használni. Nos, ilyen körülmények között hiteles származási adatokhoz jutni lehetetlen lett volna.

## Események táblázata
Történelmi események és az írónő életének összehasonlító táblázata
| dátum                | esemény                                                                           |
| -------------------- | --------------------------------------------------------------------------------- |
| 1889                 | Eléri Permet a transzszibériai vasút                                              |
| 1898                 | Eléri Irkutszkot a vasút                                                          |
| 1898. június 27.     | Az írónő születése                                                                |
| 1915. június 27.     | Születésnap. A gimnázium után egyetem                                             |
| 1916. október 6.     | Az írónő megjelenik az első egyetemi előadáson                                    |
| 1919. december 25.   | Az írónő utolsó karácsonya a nagyapánál                                           |
| 1917. február 23.    | A polgári forradalom. A cár lemond                                                |
| 1917. július 1.      | A Kerenszkij offenzíva                                                            |
| 1917. január 8.      | Vagyim bevonul katonának                                                          |
| 1917. szeptember 17. | A csőcselék elszabadul Permben                                                    |
| 1917. november 7.    | A bolsevik forradalom győzelme                                                    |
| 1918. február 14.    | A Gergely-naptár bevezetése                                                       |
| 1918. február 18.    | Német offenzíva Szovjet-Oroszország ellen                                         |
| 1918. július 17.     | Miklós cár és családjának kivégzése                                               |
| 1918. augusztus 25.  | Apját letartóztatják                                                              |
| 1918. augusztus 30.  | Merénylet Lenin ellen                                                             |
| 1918. december 7.    | Létrehozzák a CSEKA titkosrendőrséget                                             |
| 1919. március        | Vagyim halála                                                                     |
| 1919. június 10.     | Kiürítési parancs. Marhavagonba zsúfolják a családot                              |
| 1919. július 16.     | Megérkezés Irkutszkba, mellékvágányon, később lakáshoz jutnak                     |
| 1919. december 25.   | Bevonulnak a városba a fehér csapatok                                             |
| 1919. szeptember 3.  | Megkezdődnek az előadások az irkutszki egyetemen                                  |
| 1919. október        | Kolcsak admirális Jekatyerinburgot és Permet támadja                              |
| 1919. november       | A vörös katonák beveszik Omszkot. Kolcsak kivégzése                               |
| 1920. április 5.     | Apját áthelyezik Omszkba                                                          |
| 1920. június 3.      | Vagonváros Omszkban                                                               |
| 1920. június 25.     | Általános munkakötelezettség, emiatt állást vállal a könyvtárban                  |
| 1920. július 27.     | Apját letartóztatják                                                              |
| 1920. augusztus 23.  | Megismerkedik Arnulf von Hoyerrel                                                 |
| 1921. október 3.     | Házasságkötés Omszkban, négy nappal később egyházi esküvő                         |
| 1921. december 24.   | Az írónő átveszi egyetemi diplomáját                                              |
| 1921. december 28.   | Létrehozzák a GPU-t                                                               |
| 1922. augusztus 22.  | Visszaköltözés Permbe, az egyetemi tanulmányok folytatása                         |
| 1922. január 10.     | Jurka születése                                                                   |
| 1922. december 30.   | Az ország új neve: Szovjetunió                                                    |
| 1924. január 21.     | Lenin meghal                                                                      |
| 1925                 | Hoyer kiutasítása Oroszországból                                                  |
| 1925                 | Megérkezés Bécsbe, lakás Währingben                                               |
| 1927                 | Átköltözés Salzburgba, Hoyer szülővárosába                                        |
| 1931                 | Megjelenik a Szerelem, Cseka, halál című önéletrajzi regény, Rachmanova név alatt |
| 1938. március 13.    | Anschluss. Rachmanova könyveit betiltják                                          |
| 1938                 | Ssonja Tolstoi. Tragödie ein Liebe című műve                                      |
| 1945. április        | Jurka (Alexander) halála                                                          |
| 1946                 | Átköltözés Svájcba                                                                |
| 1947                 | Alexander von Hoyer újratemetése                                                  |
| 1949                 | Átköltözés Ettenhausenbe                                                          |
| 1970. január 10.     | Arnulf von Hoyer meghal                                                           |
| 1991. február 11.    | Az írónő halála                                                                   |
| 1991. december 25.   | A Szovjetunió felbomlása                                                          |

## Könyvei
- Studenten, Liebe, Tscheka und Tod. Tagebuch einer russischen Studentin. von Arnulf von Hoyer fordítása, Verlag Anton Pustet, Salzburg 1931; ismételten kiadva: Gustav Lübbe Verlag, Bergisch Gladbach 1979, ISBN 3-404-10134-0
- Ehen im roten Sturm. Verlag Anton Pustet, Salzburg, 1932, új kiadása: Gustav Lübbe Verlag, Bergisch Gladbach 1981, ISBN 3-404-10136-7
- Milchfrau in Ottakring. Verlag Anton Pustet, Salzburg 1933; új kiadása: Amalthea Signum Verlag, Wien 1997, mit einem Vorwort von Dietmar Grieser, ISBN 978-3-85002-923-0
- Geheimnisse um Tataren und Götzen. Verlag Anton Pustet, Salzburg, 1933
- Die Fabrik des neuen Menschen. Salzburg, 1935
- Auch im Schnee und Nebel ist Salzburg schön. Otto Müller Verlag ISBN 9783701312306
- Symphonie des Lebens, 1937
- Ssonja Tolstoj, Tragödie einer Liebe. Berlin 1938.[* 7]
- Jurka. 1938
- Das Leben eines grossen Sünders
- Wera Fedorowna. Graz, 1939
- Zwiegespräch mit der GPU. 1941
- Einer von vielen. Zürich, Rascher. 1947 (Egy a sok közül)
- Das Leben eines großen Sünders. (Dostojewski). Zürich, 1947
- Sonja Kowalewski. Zürich, 1950
- Jurka erlebt Wien. Zürich, 1951
- Die Liebe eines Lebens (Turgenjew). Frauenfeld, 1952
- Die falsche Zarin. Frauenfeld, 1954
- Im Schatten des Zarenhofes (Puschkin). Frauenfeld, 1957
- Meine russischen Tagebücher. Verlag Styria, 1960
- Ein kurzer Tag (Tschechow). Frauenfeld, 1961
- Tiere begleiten mein Leben. Frauenfeld, 1963[* 8]
- Die Verbannten. Frauenfeld, 1964
- Die Verbannten, 1964
- Tschaikowski. 1972

### Magyarul
Könyveinek egy része 1990 táján is megjelent.
- Házasság a vörös viharban. Egy orosz diáklány naplója; ford. Benedek Marcell; Dante, Bp., 1933 (Halhatatlan könyvek)
- Szerelem, Cseka, halál... Egy orosz diáklány naplója; ford. Benedek Marcell; Dante, Bp., 1934 (Halhatatlan könyvek)
- A bécsi tejesasszony. Egy orosz diáklány naplója; ford. Benedek Marcell; Dante, Bp., 1934 (Halhatatlan könyvek)
- Gyermekkorom; ford. Benedek Marcellné; Dante, Bp., 1934
- Irgalom!; ford. Benedek Marcellné; Dante, Bp., 1936
- Halhatatlan szerelmes. Tolsztoj házasságának regénye; ford. Wiesner Juliska; Dante, Bp., 1938
- Alja Rachmanova: A család halála. Egy orosz nő emlékiratai; ford. Cz. Tamásy György; Centrum Ny., Bp., 1942
- Alja Rachmanova: Paradicsom vagy pokol?; ford. Cz. Tamásy György; Centrum, Bp., 1942

### Oroszul
Rachmanova röviddel a Szovjetunió felbomlása előtt halt meg. Könyvei oroszul szamizdat formában, esetleg az orosz emigráció számára kalózkiadásban jelenhettek meg (németből lefordítva).
- Студенты, любовь, Чека и смерть
- Браки среди красной бури
- Тайна молочницы из Оттакринга
- Фабрика нового человека
- Юрка. Дневник матери
- Юрка знакомится с Веной
- Симфония моей жизни (Мои русские дневники)
- Трагедия любви: Роман о браке Льва Толстого
- Житие великого грешника (Роман Достоевского).
- Софья Ковалевская. Жизнь и любовь образованной женщины (a matematikus Kovalevszkájáról van szó)
- Короткий день: Жизнь врача и писателя Антона Павловича Чехова
- Судьба женщин в Сибири в царствование Николая I (A nők sorsa I. Miklós cár alatt Szibériában)